# Hybos auripes
Hybos auripes är en tvåvingeart som beskrevs av Enrico Adelelmo Brunetti 1913. Hybos auripes ingår i släktet Hybos och familjen puckeldansflugor. Inga underarter finns listade i Catalogue of Life.